# Zygmunt Kuligowski

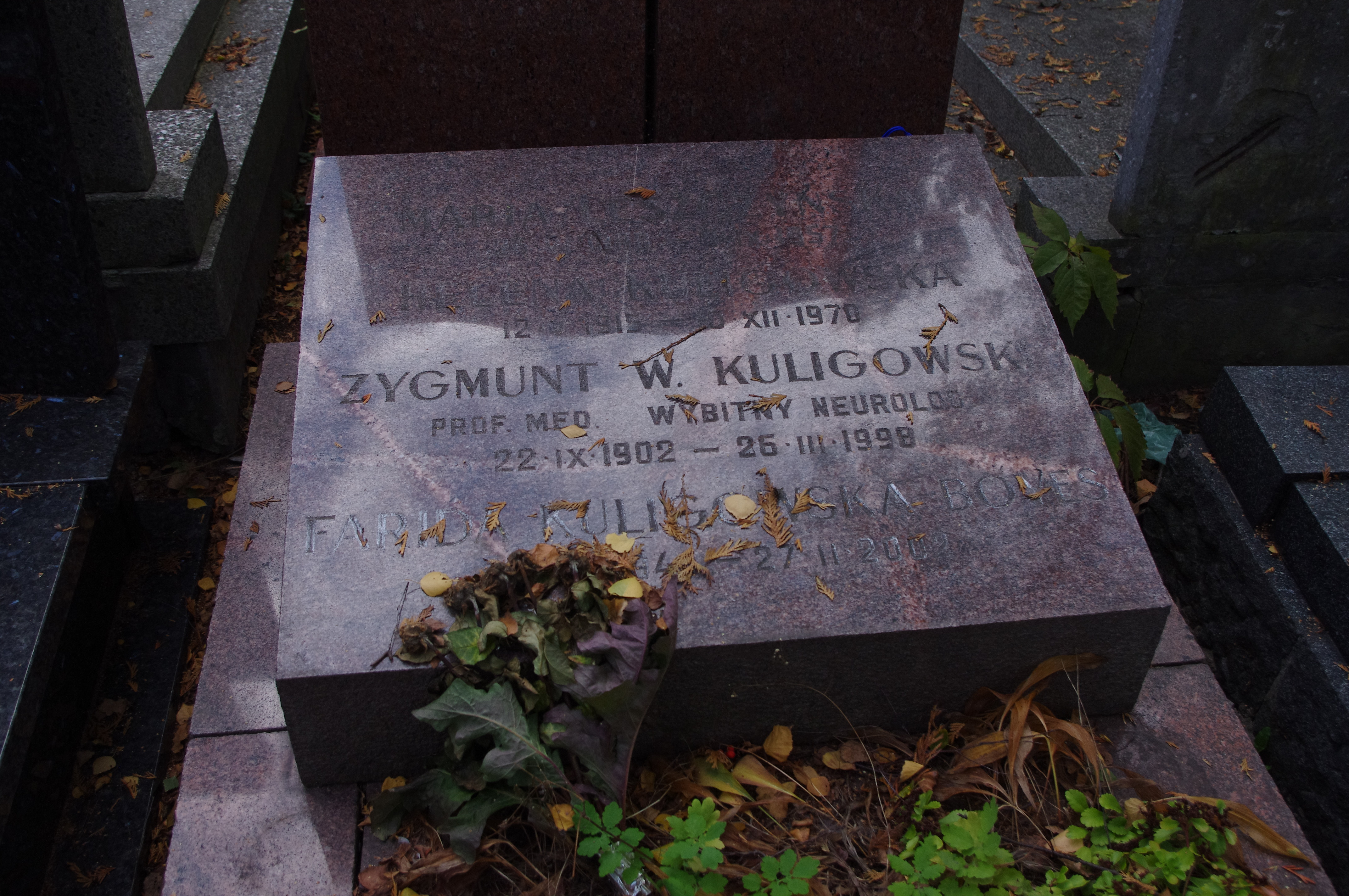
Grób neurologa Zygmunta Kuligowskiego na Cmentarzu Wojskowym na Powązkach w Warszawie

Zygmunt Wacław Kuligowski (ur. 22 września 1902 w Warszawie, zm. 26 marca 1998) – polski neurolog, profesor nauk medycznych, nauczyciel akademicki Uniwersytetu Warszawskiego i Uniwersytetu Marii Curie-Skłodowskiej, dyrektor Instytut Psychiatrii i Neurologii w Warszawie, poseł w Egipcie (1946–1949).

## Życiorys
W czasie I wojny światowej znalazł się w Rosji i uczęszczał do szkoły w Teodozji na Krymie. Po I wojnie światowej wrócił do Polski. Ukończył w 1921 Szkołę Zgromadzenia Kupców w Warszawie, po czym rozpoczął studia medyczne na Uniwersytecie Warszawskim.
Tytuł doktora wszech nauk lekarskich otrzymał w 1928. Uczeń Kazimierza Orzechowskiego, jeszcze jako student związał się z jego kliniką. W 1934/35 w Paryżu, na stypendium Funduszu Kultury Naukowej, studiował neurologię u Lhermitte’a i patologię u Roussy’ego i Oberlinga. W 1938 został adiunktem na Uniwersytecie Warszawskim. W czasie II wojny światowej pracował w klinice i w szpitalu Przemienienia Pańskiego. W ostatnich latach wojny pracował w szpitalu w Kielcach. W latach 1945–1948 należał do PPR, od 1948 roku należał do PZPR.
Po 1945 powierzono mu zadanie organizacji Kliniki Neurologicznej przy Wydziale Lekarskim Uniwersytetu Marii Curie-Skłodowskiej w Lublinie. 11 sierpnia 1945 habilitował się na podstawie pracy o guzach szyszynki. W latach 1946–1949 poseł nadzwyczajny RP w Kairze, a także Addis Abebie i Damaszku. W 1950 roku przez krótki czas prowadził oddział neurologiczny szpitala w Tworkach. Następnie organizował Państwowy Instytut Psychoneurologiczny, placówkę naukowo-badawczą Ministerstwa Zdrowia i Opieki Społecznej na terenie szpitala w Tworkach, gdzie prowadził prace dotyczące ośrodkowego układu nerwowego. W latach 1951–1973 dyrektor Instytutu Psychiatrii i Neurologii w Warszawie. Od 1974 Przewodniczący Rady Naukowej Instytutu Psychoneurologicznego.
Był członkiem Rady Naukowej przy Ministrze Zdrowia i Opieki Społecznej oraz członkiem prezydium Społecznego Komitetu Przeciwalkoholowego. Kierował przez kilka lat Zakładem Higieny Psychicznej Polskiej Akademii Nauk. Przeszedł na emeryturę w 1973. Członek PPR, a potem PZPR. Członek Polskiego Towarzystwa Neurologicznego i przez kilka kadencji jego prezes, potem prezes honorowy. Członek zagraniczny Francuskiego Towarzystwa Neurologicznego.
Pochowany na Cmentarzu Wojskowym na Powązkach Warszawie (kwatera B2-11-27).
Odznaczony Orderem Odrodzenia Polski V i III Klasy, i Orderem Sztandaru Pracy II Klasy.

## Dorobek naukowy
Pierwsza praca Kuligowskiego (1929) dotyczyła zaburzeń neurologicznych w niedoczynności tarczycy. Publikował prace kazuistyczne i neuropatologiczne na temat guzów układu nerwowego, chorób zwyrodnieniowych i zapalnych, schorzeń neuroendokrynologicznych. Razem z Orzechowskim opisał w 1933 przypadek rzadkiej postaci nowotworu mózgu – neuroblastoma verum płata czołowego. Członek komitetu redakcyjnego czasopism naukowych „Neuropatologia Polska” i „Neurologia, Neurochirurgia i Psychiatria Polska”.